# Chicago P.D.
Chicago P.D. é uma série de televisão de drama e ação policial americana criada por Dick Wolf e Matt Olmstead como parte da franquia Chicago da Wolf Entertainment. A série estreou na NBC como um programa substituto de meio da temporada em 8 de janeiro de 2014. O show segue os patrulheiros e a Unidade de Inteligência do 21º Distrito do Departamento de Polícia de Chicago enquanto perseguem os perpetradores dos principais crimes de rua da cidade.
Em 27 de fevereiro de 2020, a NBC renovou a série para uma oitava, nona e décima temporada. A oitava temporada estreou em 11 de novembro de 2020, a nona em 22 de setembro de 2021, e a décima em 21 de setembro de 2022. Em 10 de abril de 2023, a NBC renovou a série para uma décima primeira temporada, que estreou em 17 de janeiro de 2024. Em março de 2024, a série foi renovada para sua décima segunda temporada pela NBC, que estreou em 25 de setembro de 2024.

## Sinopse
O spin-off de Chicago Fire, Chicago P.D. se concentra no fictício 21º Distrito, que abriga patrulheiros e a unidade de inteligência de elite do departamento, liderada pelo detetive-sargento Hank Voight (Jason Beghe). As três primeiras temporadas e a primeira metade da quarta temporada se concentram na patrulha e nos oficiais de inteligência, mas o programa muda para se concentrar na Unidade de Inteligência a partir da segunda metade da quarta temporada, depois que o oficial Kevin Atwater (LaRoyce Hawkins) e a oficial Kim Burgess (Marina Squerciati) avançam para a Unidade de Inteligência.

## Elenco e personagens

### Personagens principais
| Intérprete            | Personagem          | Temporadas      | Temporadas      | Temporadas      | Temporadas      | Temporadas      | Temporadas      | Temporadas      | Temporadas      | Temporadas      | Temporadas      | Temporadas      | Temporadas      |
| Intérprete            | Personagem          | 1               | 2               | 3               | 4               | 5               | 6               | 7               | 8               | 9               | 10              | 11              | 12              |
| --------------------- | ------------------- | --------------- | --------------- | --------------- | --------------- | --------------- | --------------- | --------------- | --------------- | --------------- | --------------- | --------------- | --------------- |
| Jason Beghe           | Henry "Hank" Voight | Principal       | Principal       | Principal       | Principal       | Principal       | Principal       | Principal       | Principal       | Principal       | Principal       | Principal       | Principal       |
| Jon Seda              | Antonio Dawson      | Principal       | Principal       | Principal       | Principal       | Principal       | Principal       | Does not appear | Does not appear | Does not appear | Does not appear | Does not appear | Does not appear |
| Sophia Bush           | Erin Lindsay        | Principal       | Principal       | Principal       | Principal       | Does not appear | Does not appear | Does not appear | Does not appear | Does not appear | Does not appear | Does not appear | Does not appear |
| Jesse Lee Soffer      | Jay Halstead        | Principal       | Principal       | Principal       | Principal       | Principal       | Principal       | Principal       | Principal       | Principal       | Principal       |                 |                 |
| Patrick Flueger       | Adam Ruzek          | Principal       | Principal       | Principal       | Principal       | Principal       | Principal       | Principal       | Principal       | Principal       | Principal       | Principal       | Principal       |
| Marina Squerciati     | Kim Burgess         | Principal       | Principal       | Principal       | Principal       | Principal       | Principal       | Principal       | Principal       | Principal       | Principal       | Principal       | Principal       |
| LaRoyce Hawkins       | Kevin Atwater       | Principal       | Principal       | Principal       | Principal       | Principal       | Principal       | Principal       | Principal       | Principal       | Principal       | Principal       | Principal       |
| Archie Kao            | Sheldon Jin         | Principal       | Does not appear | Does not appear | Does not appear | Does not appear | Does not appear | Does not appear | Does not appear | Does not appear | Does not appear | Does not appear | Does not appear |
| Elias Koteas          | Alvin Olinsky       | Principal       | Principal       | Principal       | Principal       | Principal       | Does not appear | Does not appear | Does not appear | Does not appear | Does not appear | Guest           | Does not appear |
| Amy Morton            | Trudy Platt         | Recorrente      | Principal       | Principal       | Principal       | Principal       | Principal       | Principal       | Principal       | Principal       | Principal       | Principal       | Principal       |
| Brian Geraghty        | Sean Roman          | Does not appear | Principal       | Principal       | Does not appear | Does not appear | Does not appear | Participação    | Does not appear | Does not appear | Does not appear | Does not appear | Does not appear |
| Tracy Spiridakos      | Hailey Upton        | Does not appear | Does not appear | Does not appear | Recorrente      | Principal       | Principal       | Principal       | Principal       | Principal       | Principal       | Principal       | Does not appear |
| Lisseth Chavez        | Vanessa Rojas       | Does not appear | Does not appear | Does not appear | Does not appear | Does not appear | Does not appear | Principal       | Does not appear | Does not appear | Does not appear | Does not appear | Does not appear |
| Benjamin Levy Aguilar | Dante Torres        | Does not appear | Does not appear | Does not appear | Does not appear | Does not appear | Does not appear | Does not appear | Does not appear | Participação    | Principal       | Principal       | Principal       |
| Toya Turner           | Kiana Cook          | Does not appear | Does not appear | Does not appear | Does not appear | Does not appear | Does not appear | Does not appear | Does not appear | Does not appear | Does not appear | Does not appear | Principal       |

Notas
1. ↑  Na quarta temporada, é creditado como principal nos episódios 1–8 e como convidado no episódios 14 e 16.
2. ↑  Creditado até o terceiro episódio da décima temporada.
3. ↑  Creditada como convidada nos episódios 2 e 3 e principal a partir do episódio 4.

## Episódios
| Temporada | Temporada | Episódios | Episódios | Originalmente exibido  | Originalmente exibido | Audiência | Audiência                           |
| Temporada | Temporada | Episódios | Episódios | Estreia da temporada   | Final da temporada    | Rank      | Média de visualizações (em milhões) |
| --------- | --------- | --------- | --------- | ---------------------- | --------------------- | --------- | ----------------------------------- |
|           | Piloto    | Piloto    | Piloto    | 15 de maio de 2013     | 15 de maio de 2013    | —         | 6.90                                |
|           | 1         | 15        | 15        | 8 de janeiro de 2014   | 21 de maio de 2014    | 50        | 8.03                                |
|           | 2         | 23        | 23        | 24 de setembro de 2014 | 20 de maio de 2015    | 51        | 8.74                                |
|           | 3         | 23        | 23        | 30 de setembro de 2015 | 25 de maio de 2016    | 47        | 8.71                                |
|           | 4         | 23        | 23        | 21 de setembro de 2016 | 17 de maio de 2017    | 36        | 8.48                                |
|           | 5         | 22        | 22        | 27 de setembro de 2017 | 9 de maio de 2018     | 24        | 10.32                               |
|           | 6         | 22        | 22        | 26 de setembro de 2018 | 22 de maio de 2019    | 18        | 11.18                               |
|           | 7         | 20        | 20        | 25 de setembro de 2019 | 15 de abril de 2020   | 11        | 11.23                               |
|           | 8         | 16        | 16        | 11 de novembro de 2020 | 26 de maio de 2021    | 10        | 9.73                                |
|           | 9         | 22        | 22        | 22 de setembro de 2021 | 25 de maio de 2022    | 13        | 9.15                                |
|           | 10        | 22        | 22        | 21 de setembro de 2022 | 24 de maio de 2023    | 13        | 8.27                                |
|           | 11        | 13        | 13        | 17 de janeiro de 2024  | 22 de maio de 2024    | 13        | 7.87                                |
|           | 12        | 22        | 22        | 25 de setembro de 2024 | 21 de maio de 2025    | ASA       | ASA                                 |

## Spin-off
Na turnê de imprensa de inverno da Television Critics Association de 2016, a presidente da NBC Entertainment, Jennifer Salke, revelou que a rede teve discussões com Dick Wolf sobre uma quarta série da franquia Chicago centrada no sistema legal. O título provisório era Chicago Law. Salke confirmou posteriormente que a série estava oficialmente em desenvolvimento. A série spin-off de Chicago P.D. apresentou personagens assistentes do procurador do estado no 21º episódio da terceira temporada de P.D. Philip Winchester foi o primeiro a ser escalado. Nazneen Contractor juntou-se à série em março de 2016 e o título foi alterado para Chicago Justice. O ex-membro de Rocky, Carl Weathers, foi escalado para interpretar o procurador do estado de Cook County, Mark Jefferies, enquanto Joelle Carter também foi escalada. Lorraine Toussaint reprisou seu papel como advogada de defesa Shambala Green, que apareceu em sete episódios de Law & Order. Em 12 de maio de 2016, a NBC deu a Chicago Justice um pedido de série. Em 28 de setembro, foi noticiado que Jon Seda se juntaria ao elenco e que seu personagem Antonio se tornaria um investigador do escritório do promotor. A série decorreu de 1 de março a 14 de maio de 2017. Em julho de 2017, foi anunciado que Seda voltaria a Chicago P.D. em tempo integral.

## Produção
Em 27 de março de 2013, foi relatado que a NBC estava considerando planos para um spin-off de Chicago Fire. O Deadline Hollywood revelou que o spin-off proposto envolveria o Departamento de Polícia de Chicago e seria criado e produzido por Dick Wolf, Derek Haas, Michael Brandt e Matt Olmstead. Em 10 de maio de 2013, a NBC definiu o programa para a programação da rede de televisão dos Estados Unidos de 2013–14. Em 12 de maio de 2013, o show foi anunciado como uma substituição não programada de meio da temporada. O show estreou em 8 de janeiro de 2014.
Em novembro de 2017, veio à tona que Bush havia deixado o programa por causa do comportamento de Beghe nos bastidores. As alegações de Bush levaram a NBC a abrir uma investigação sobre o comportamento de Beghe. Em 21 de novembro de 2017, o Deadline informou que Beghe foi investigado por comportamento considerado excessivamente agressivo. Beghe divulgou um comunicado no qual admitiu ter se envolvido em comportamento agressivo e se desculpou por isso.
A sétima temporada estreou em 25 de setemebro 2019. Mais recentemente, Gwen Sigan foi promovida a showrunner e assinou um contrato geral com a Universal Television.

### Filmagens
A série é filmada inteiramente em Chicago. O exterior da delegacia é a Antiga Delegacia de Polícia da Maxwell Street (943 West Maxwell Street) e é o mesmo local que foi usado na série Hill Street Blues. Ele está localizado a cerca de meia milha do local do corpo de bombeiros de Chicago Fire na 1360 S. Blue Island Ave.
Em 13 de março de 2020, a produção da sétima temporada foi encerrada pela Universal Television devido ao impacto da pandemia de COVID-19.

### Casting
Os membros do elenco incluem Jason Beghe como o líder da equipe de inteligência, sargento Hank Voight, e Jon Seda como o detetive Antonio Dawson. Os atores Tania Raymonde, Kelly Blatz, Scott Eastwood e Melissa Sagemiller foram inicialmente escalados também.
No entanto, quando o show entrou em pré-produção, o elenco começou a mudar. Em 13 de junho de 2013, foi anunciado que Melissa Sagemiller não faria mais parte do show e Jesse Lee Soffer se juntou oficialmente ao elenco principal da série. Em 23 de agosto de 2013, Patrick Flueger e a estrela de One Tree Hill Sophia Bush se juntaram ao elenco como o oficial Adam Ruzek e a detetive Erin Lindsay , respectivamente. Marina Squerciati se juntou ao elenco em 28 de agosto de 2013. Em 30 de agosto, Elias Koteas tornou-se regular. Archie Kao foi anunciado como regular em 27 de setembro de 2013. Em 21 de outubro de 2013, Stella Maeve foi escalada para um papel recorrente como Nadia, uma bela acompanhante de 18 anos que é viciada em heroína e passa por uma abstinência muito difícil. Sydney Tamiia Poitier foi anunciada como atriz convidada em dezembro de 2013. Em 20 de dezembro de 2013, foi anunciado que Eastwood e Raymonde haviam deixado a série devido a diferenças criativas.
Em setembro de 2016, foi relatado que Seda se mudaria para o spin-off do drama jurídico Chicago Justice como membro principal. Em maio de 2017, foi anunciado que Bush deixaria a série após quatro temporadas. Após o cancelamento de Chicago Justice, em julho de 2017, foi anunciado que Seda voltaria para Chicago P.D. como parte do elenco principal na quinta temporada. Em julho de 2017, Tracy Spiridakos foi promovida ao elenco principal como Detetive Hailey Upton, depois de ter sido uma atriz convidada de três episódios na quarta temporada. Em 19 de abril de 2019, a NBC anunciou que Seda deixaria a série novamente no final da sexta temporada. Em julho de 2022, Benjamin Levy Aguilar, que interpretou o policial Dante Torres em um episódio da 9ª temporada, foi promovido para o elenco principal da série. Em 29 de agosto de 2022, foi anunciado que Jesse Lee Soffer deixaria o drama durante a décima temporada. Em 24 de outubro de 2023, foi relatado que Spiridakos deixaria o drama durante a décima primeira temporada.

## Recepção

### Audiência
| Temporada | Horário (ET)     | Episódios | Primeira exibição      | Primeira exibição   | Última exibição       | Última exibição     | Rank | Méd. audiência (milhões) |
| Temporada | Horário (ET)     | Episódios | Data                   | Audiência (milhões) | Data                  | Audiência (milhões) | Rank | Méd. audiência (milhões) |
| --------- | ---------------- | --------- | ---------------------- | ------------------- | --------------------- | ------------------- | ---- | ------------------------ |
| 1         | Quarta-feira 22h | 15        | 8 de janeiro de 2014   | 8.59                | 21 de maio de 2014    | 6.27                | 50   | 8.03                     |
| 2         | Quarta-feira 22h | 23        | 24 de setembro de 2014 | 8.51                | 20 de maio de 2015    | 7.21                | 51   | 8.74                     |
| 3         | Quarta-feira 22h | 23        | 30 de setembro de 2015 | 6.65                | 25 de maio de 2016    | 6.88                | 47   | 8.71                     |
| 4         | Quarta-feira 22h | 23        | 21 de setembro de 2016 | 6.87                | 17 de maio de 2017    | 6.50                | 36   | 8.48                     |
| 5         | Quarta-feira 22h | 22        | 27 de setembro de 2017 | 6.11                | 9 de maio de 2018     | 6.34                | 24   | 10.32                    |
| 6         | Quarta-feira 22h | 22        | 26 de setembro de 2018 | 7.14                | 22 de maio de 2019    | 6.59                | 18   | 11.18                    |
| 7         | Quarta-feira 22h | 20        | 25 de setembro de 2019 | 6.49                | 15 de abril de 2020   | 7.82                | 11   | 11.23                    |
| 8         | Quarta-feira 22h | 16        | 11 de novembro de 2020 | 6.43                | 26 de maio de 2021    | 6.33                | 10   | 9.73                     |
| 9         | Quarta-feira 22h | 22        | 22 de setembro de 2021 | 6.54                | 25 de maio de 2022    | 5.98                | 13   | 9.15                     |
| 10        | Quarta-feira 22h | 22        | 21 de setembro de 2022 | 5.48                | 24 de maio de 2023    | 4.76                | 13   | 8.27                     |
| 11        | Quarta-feira 22h | 13        | 17 de janeiro de 2024  | ASD                 | 22 de maio de de 2024 | ASD                 | 13   | 7.95                     |

}}

### Resposta da crítica
Chicago P.D. recebeu críticas mistas dos críticos. O Metacritic dá ao drama uma classificação de 50 com base em 22 críticas, indicando "críticas mistas ou médias". O Rotten Tomatoes dá à primeira temporada uma classificação de 61% com base nas avaliações de 31 críticos, com uma classificação média de 5,29/10 e um consenso que afirma "Embora sugira potencial para maior sucesso, Chicago P.D. é, em última análise, um programa policial da velha escola, conteúdo para imitar Hill Street Blues e outros processuais clássicos".
Ray Rahman de Entertainment Weekly deu ao drama uma crítica favorável: "É difícil imaginar a série capturando a magia irresistível, impossível de assistir, que torna a franquia Law & Order tão maratonável, mas ela se move rápido o suficiente para impedir que você mude de canal em busca de uma reprise de SVU." Alessandra Stanley do The New York Times também deu uma crítica positiva à série quando estreou em 8 de janeiro: "Chicago PD é, em muitos aspectos, um retrocesso a uma era anterior de programas criminais dominados por homens, mas abre espaço para personagens femininas fortes que são boas em seus trabalhos e levadas a sério por seus colegas." Robert Bianco, do USA Today, expressou desapontamento: "Quando o trabalho de Wolf, que costumava mostrar alguma graça e inteligência, tornou-se tão feio, penoso e grosseiro?"